# Auguste Piccard

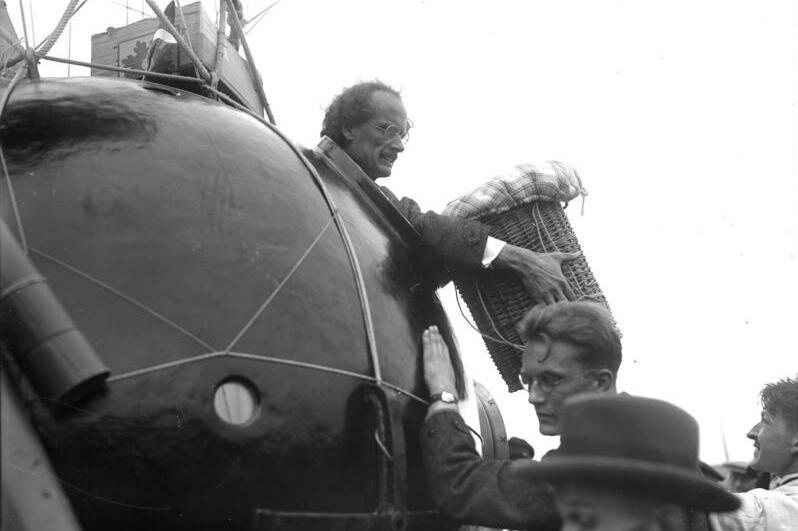
Piccard tijdens voorbereidingen voor een stratosferische vlucht

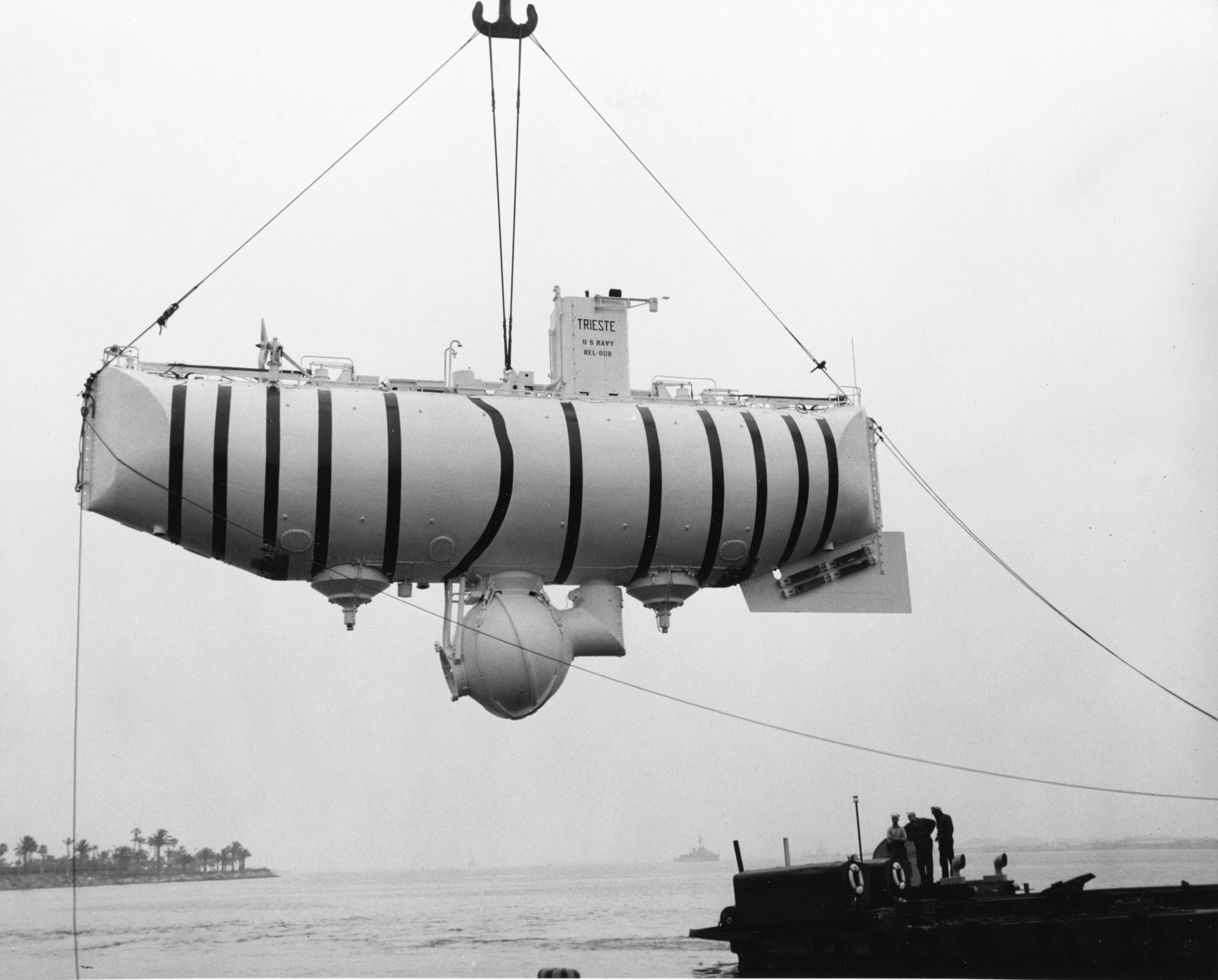
Piccard's bathyscaaf Trieste terwijl deze uit het water getakeld wordt

Auguste Antoine Piccard (Bazel, 28 januari 1884 – Lausanne, 24 maart 1962) was een Zwitsers natuurkundige, uitvinder en ontdekkingsreiziger.

## Begin van zijn carrière
Auguste Piccard studeerde aan de Universiteit van Bazel aan de afdeling natuurwetenschappen waar hij in 1904 zijn eerste wetenschappelijk werk Nouveaux essais sur la sensibilité géotropique des extrémités des racines publiceerde. In 1910 haalde hij zijn doctoraat.

## Ontdekkingsreizen
L'exploration est le sport du savant.
(Exploratie is de sport van de wetenschapper.)
— Auguste Piccard

### Ballonvluchten
In 1922 was hij een bekende fysicaprofessor aan de Université libre de Bruxelles. Hij begon hier de eerste proefnemingen met ballonvluchten om de stratosfeer te bereiken. Hij wilde bewijzen dat mensen, in een drukcabine, op die zuurstofarme hoogtes konden overleven. Ook wilde hij de kosmische straling bestuderen.
Op 27 mei 1931 vertrok een ballon met aan boord Piccard en de Zwitserse ingenieur Kipfer gefinancierd door het Nationaal Fonds voor Wetenschappelijk Onderzoek. Na dertig minuten waren ze op 9000 meter hoogte. Een lek in de gondel waarlangs zuurstof ontsnapte werd ter plekke gerepareerd. Ze bereikten een hoogte van 15 781 meter, waar ze urenlang verbleven. Het duurde ruim 23 uur voordat de slappe ballon op de gletsjer Gurgler Ferner nabij Obergurgl in het Tiroler Ötztal landde. In Obergurgl staat een monument ter nagedachtenis aan Piccard.
Het jaar daarop deed hij de vlucht met zijn assistent Dr. Max Cosyns over. Ze bereikten nu een hoogte van 16 940 meter.

### Diepzee
Piccard besloot zich aan onderzoek naar de diepzee te wijden. De Amerikanen Beebe en Barton hadden even daarvoor met hun bathysfeer 1360 meter diepte bereikt. Piccard ontwierp een nieuw soort diepzeeduiker, de bathyscaaf Trieste waarmee hij zijn kunnen aantoonde.
De Franse zeemacht was bereid zijn plannen te steunen. Wegens onenigheid ging hij met de Italiaanse marine in zee, en zo ontstond er een wedloop tussen de beide landen.
Drie jaar later haalden de Fransen in augustus 1953 een diepte van 2100 meter. Piccard zond een telegram met felicitaties, maar gaf niet op. Even later dook hij met zijn zoon Jacques met de Trieste voor het eiland Capri. De zee was daar echter maar 1500 meter diep. In september 1953 dook hij voor het eiland Ponza waarbij hij een diepte van 3150 meter haalde.
In 1960 brak Jacques Piccard met een diepte van 10 916 meter in de Marianentrog alle records. Pas in 2012 dook opnieuw een bemande duikboot naar deze diepte.
In 1954 trok Auguste Piccard zich terug in Chexbres, Zwitserland, waar hij in 1962 aan een hartaanval overleed.

## Familie

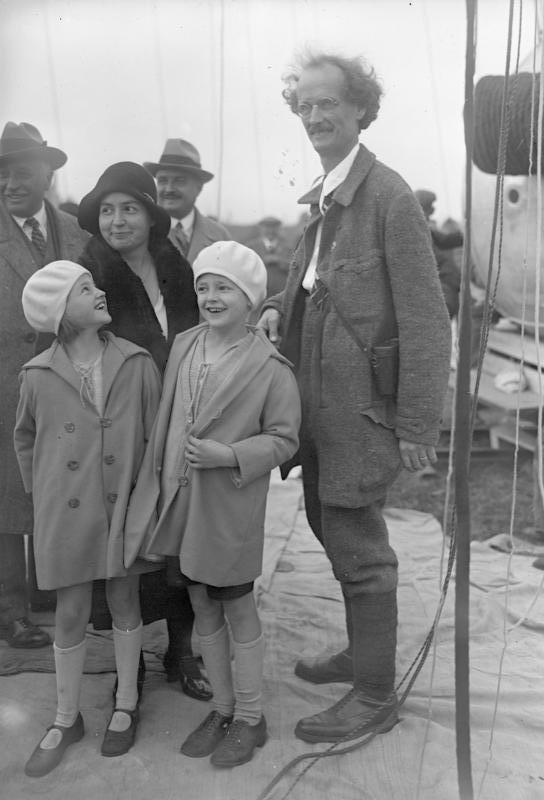
Piccard met vrouw en kinderen, september 1930

Auguste Piccard was de tweelingbroer van Jean Piccard (1884-1963) die het luchtruim onderzocht, de vader van Jacques Piccard (1922- 2008) die onderzoek deed naar de diepzee en de grootvader van Bertrand Piccard (1958) die zich ook met het luchtruim bezighoudt.

## Trivia
- Hergé baseerde de stripfiguur professor Zonnebloem op Auguste Piccard.
- In het verhaal De ijzeren schelvis van Suske en Wiske uit 1954-1955 ontwierp Professor Barabas een bathyscaaf die hij De ijzeren schelvis doopte en die vrijwel identiek was aan de te Toulon tentoongestelde bathyscaaf FNRS III uit 1953, die de herbouw was van de bij de proefvaart beschadigde eerste bathyscaaf van Piccard, de FNRS II uit 1948.
- De naam van Star Trek personage Jean-Luc Picard is gebaseerd op Piccard en zijn tweelingbroer.
- De capsule van zijn eerste ballon werd gemaakt door een fabrikant van metalen biervaten. Die wist echter niet waar die voor diende. De capsule was in 2006 nog te zien op de Brusselse tentoonstelling "Made In Belgium".